# Dům čp. 91 Janáčkovo nábřeží
Dům čp. 91 na Janáčkově nábřeží (v době výstavby nábřeží Ferdinandovo) v Praze 5 – Smíchově je čtyřpatrový novorenesanční nájemní dům. Byl postaven v letech 1891–1892 podle návrhu novorenesančního architekta Jana Zeyera a jeho kolegy Viktora Skůčika ovlivněných pojetím české novorenesance významného českého architekta Antonína Wiehla. Dům čp. 91 je řešen podobně jako dům čp. 729 na témže nábřeží stavěný ve stejné době stejnými architekty.

## Popis domu

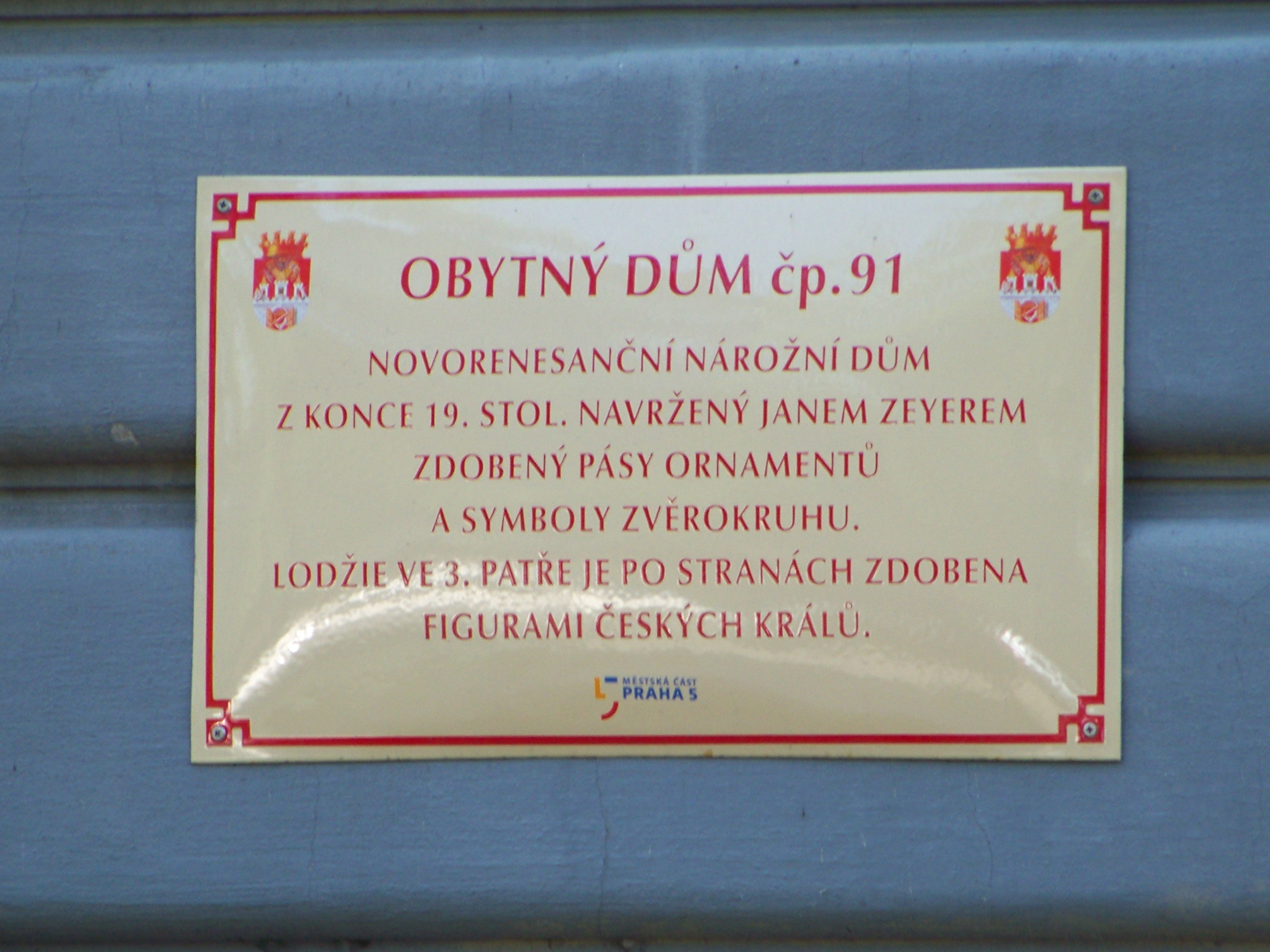
Informační tabulka na domě čp. 91

Čtyřpatrový novorenesanční nájemní nárožní dům situovaný na nároží Janáčkova nábřeží a Malátovy ulice. Výzdobu domu v přízemí a prvním patře rustika. Ve druhém a třetím patře je fasáda tvořena z režného zdiva a na nároží bosáží. Fasádu mezi prvním a druhým patrem odděluje ornamentální vlys proložený medailónky se symboly zvěrokruhu. Fasáda je ve čtvrtém patře zakončena zbytnělou kordonovou římsou. Parapet římsy zdobí rostlinný ornament, který se opakuje na pilířích mezi okny v zakončujícím vlysu a ve štítcích nad korunní římsou. Na domě se (stejně jako na domě 729) dochovala výzdoba v původním rozsahu. Koncepce výzdoby domu odpovídá novorenesanční orientaci na historická témata. Autoři návrhu domu čp. 19 v jeho architektonickém pojetí a výzdobě využili souběžně navrhovaného a postaveného domu čp. 729 na protilehlém rohu domovního bloku (roh Janáčkova nábřeží a Malátovy ulice). Na domě je osazena smaltovaná deska s textem: „Obytný dům čp. 91 novorenesanční nárožní dům z konce 19. stol. navržený Janem Zeyerem zdobený pásy ornamentů a symboly zvěrokruhu. Lodžie ve 4.patře je po stranách zdobena figurami českých králů“.

## Autoři projektu architekti Jan Zeyer a Viktor Skuček
Autorem návrhu je český architekt Jan Zeyer náležející ke generaci Národního divadla. Na počátku své stavitelské dráhy Jan Zeyer v letech 1873–1880 spolupracoval s architektem Antonínem Wiehlem, vůdčí osobností novorenesance, navazujícího na tradici české renesance 16. století. Wiehlovým pojetím české novorenesance byl Zeyer ovlivněn i v dalších letech.
 Zeyer společně s Wiehlem v Praze navrhli a postavili 5 činžovních domů. Wiehlovo a Zeyerovo do té doby neobvyklé pojetí výzdoby domů vzbudilo pozornost odborníků a příznivý ohlas veřejnosti. O tom svědčí názor historičky a etnografky Renáty Tyršové publikovaný po dokončení stavby domu čp. 1035/17 v ulici Karolíny Světlé, kde se Antonín Wiehl v průběhu stavby inspiroval rekonstrukcí Schwarzenberského paláce dokončenou Josefem Schulzem v roce 1871, jmenovitě konzolovou římsou. Wiehlův a Zeyerův kolega architekt Jan Koula jejich úsilí definoval v roce 1883 ve Zprávách Spolku architektů a inženýrů v království Českém jako „výklad o vývoji a stylu A. Wiehla“ „…Wiehl bojuje o nové vyjádření architektonické na základě vzorů, pro Prahu a Čechy XVI. a XVII. století typických a ukázal k nim poprvé, když postavil svůj „sgrafitový domek“ v Poštovské ulici. Od té doby pilně sbíral památky naší renesance, studoval je a kde mu bylo možno, hleděl jich užíti na svých stavbách. Wiehlovým přičiněním mluví se o „české renesanci“; cítíme oprávněnost tohoto názvu, ale nikdo dosud nestanovil přesně, v čem ráz těch staveb záleží…“Zeyer s Wiehlem navrhli a realizovali ještě Dům Bohuslava Schnircha v Mikovcově ulici čp. 548/5, Olivův dům čp. 1032/14 v Divadelní ulici, Dům s taneční školou Karla Linka čp. 1050 v Praze 1, Divadelní ul. 12, Krocínova ul. 1. (1875–1876), Dům čp. 1035/17 Karolíny Světlé (1876). Podobně Wiehl ovlivnil i Karla Gemprle, se kterým spolupracoval po Zeyerovi.Po ukončení spolupráce s Wiehlem Zeyer realizoval čtyři nájemní domy ve spolupráci s architektem Viktorem Skůčkem.

## Malířská výzdoba domu
Výzdoba domu odpovídá orientaci novorenesančních architektů, malířů a sochařů na historická a vlastenecká témata. na cykly ze života a český folklor. Koncepce fasády také ukazuje Zeyerovo ovlivnění Wiehlem a stylem „mluvící architektury“ v historických postavách. Malířská výzdoba domu (analogicky u domu čp. 729) vychází svými motivy z české historie. V polích mezi okny jsou obrazy českých králů: Karel IV., Václav IV., Vladislav I. a Jiří z Poděbrad. Jejich protějškem jsou na domě čp. 729 obrazy významných žen české historie a bájesloví: Johana z Rožmitálu, Eliška Přemyslovna, Drahomíra se svými syny a sv. Ludmila. Pod obrazy ženských postav je v jednom poli rizalitu čtvrtého patra obraz kněžny Libuše věštící slávu Prahy. Malířská výzdoba domu čp. 19 tematicky navazuje na výzdobu domu čp. 729 na protilehlém rohu domovního bloku.

## Galerie domu

### Celkové pohledy

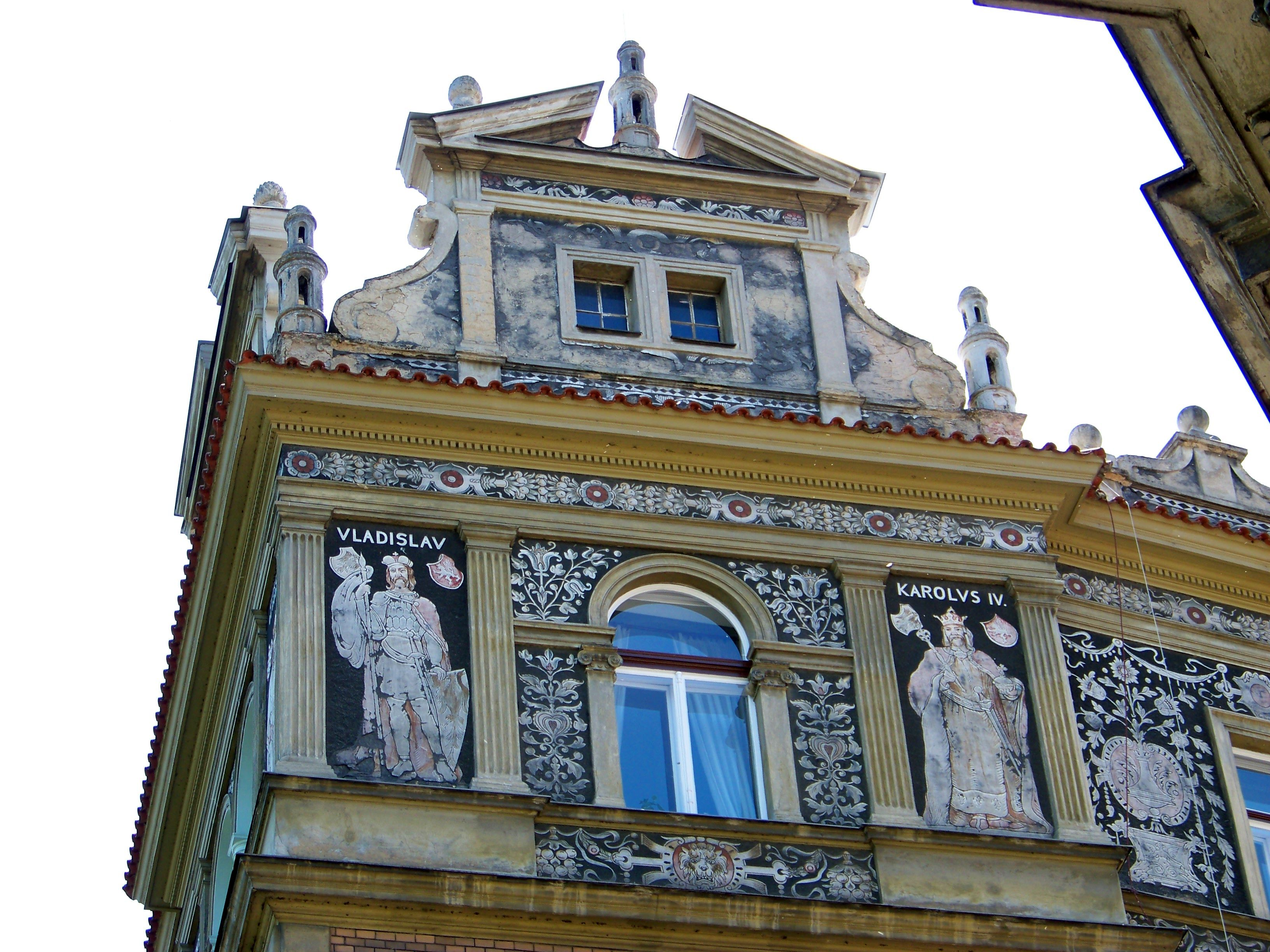
Nároží

### Historické postavy na sgrafitech domu

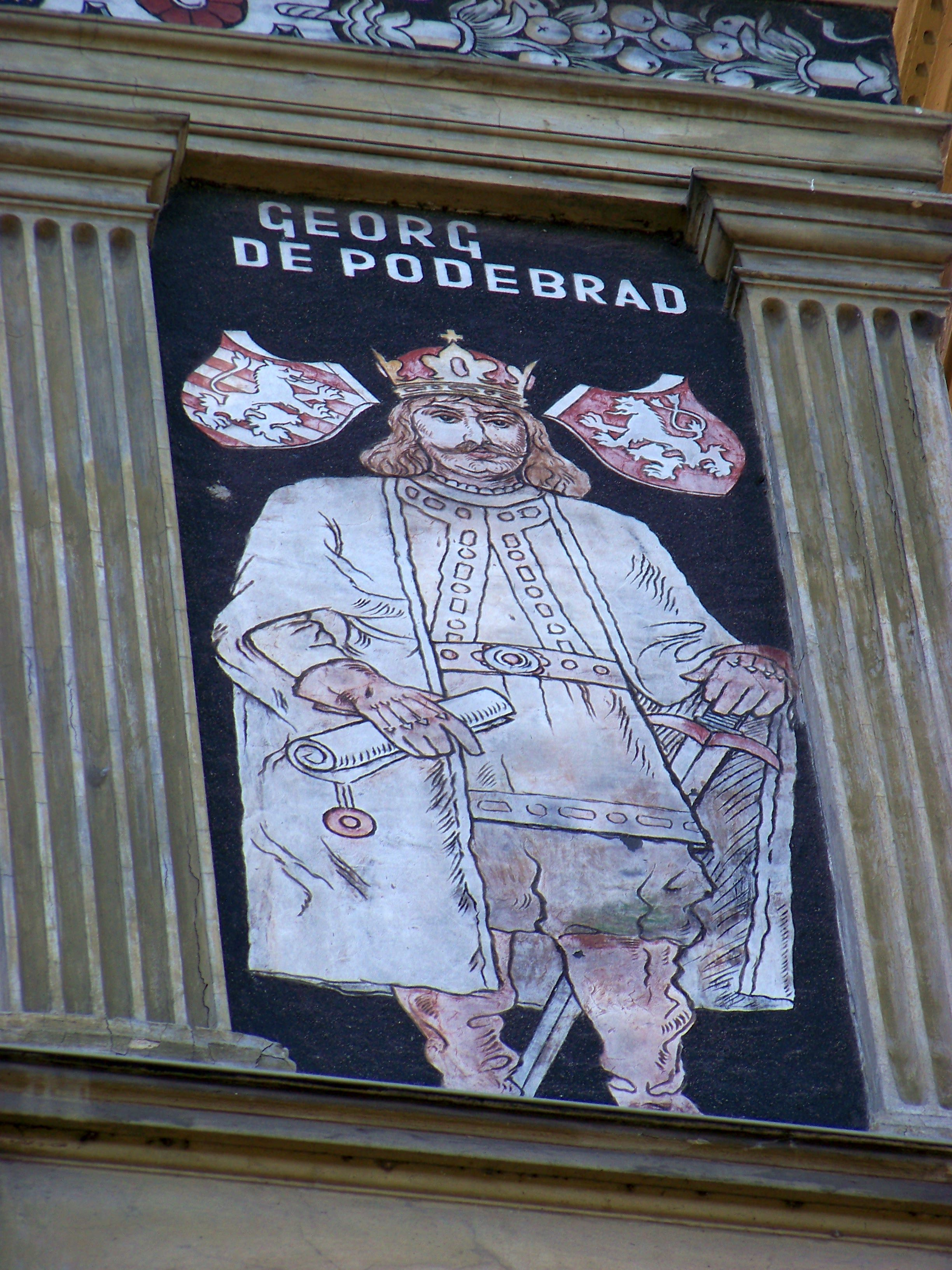
Jiří z Poděbrad
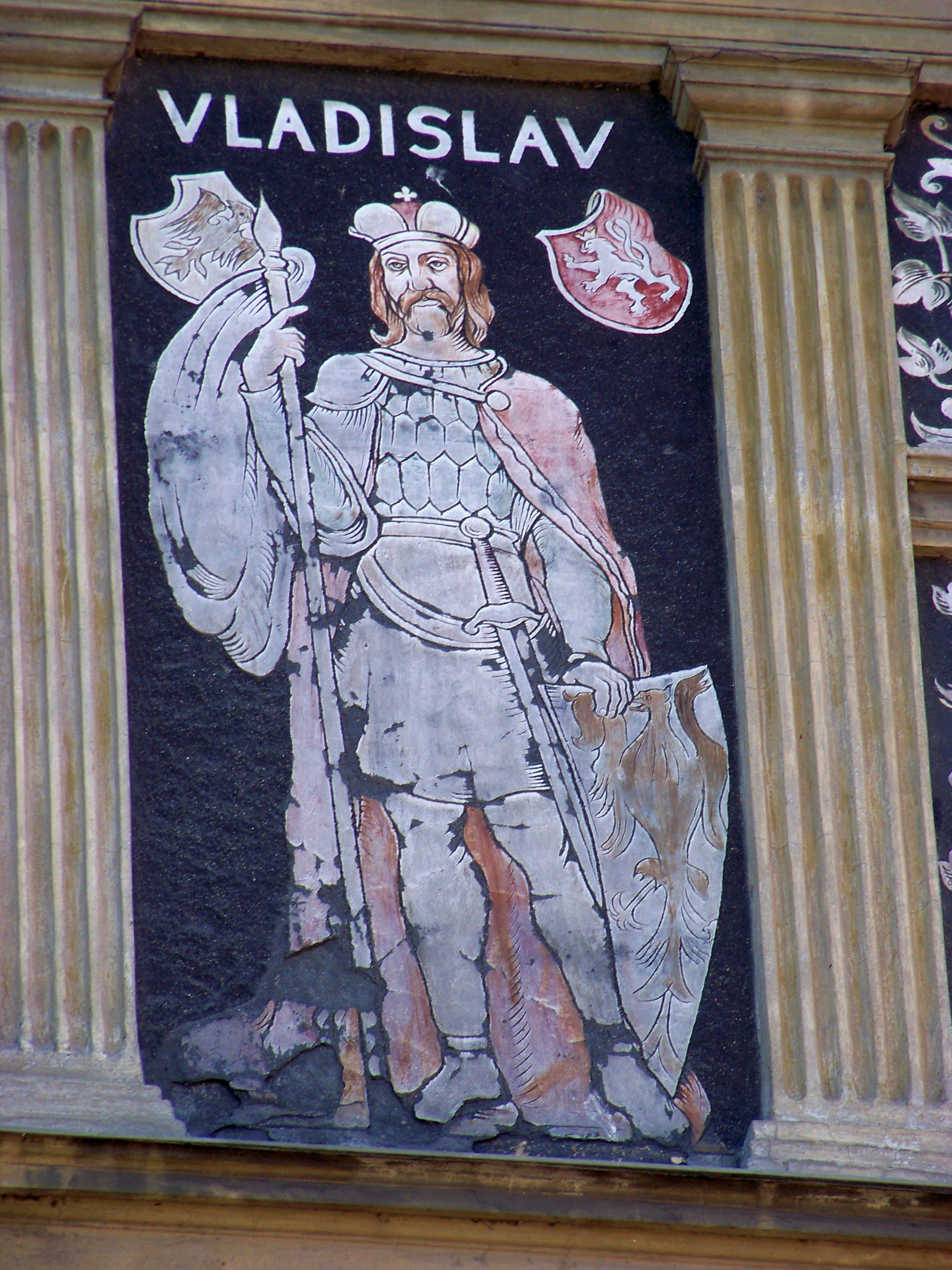
Vladislav
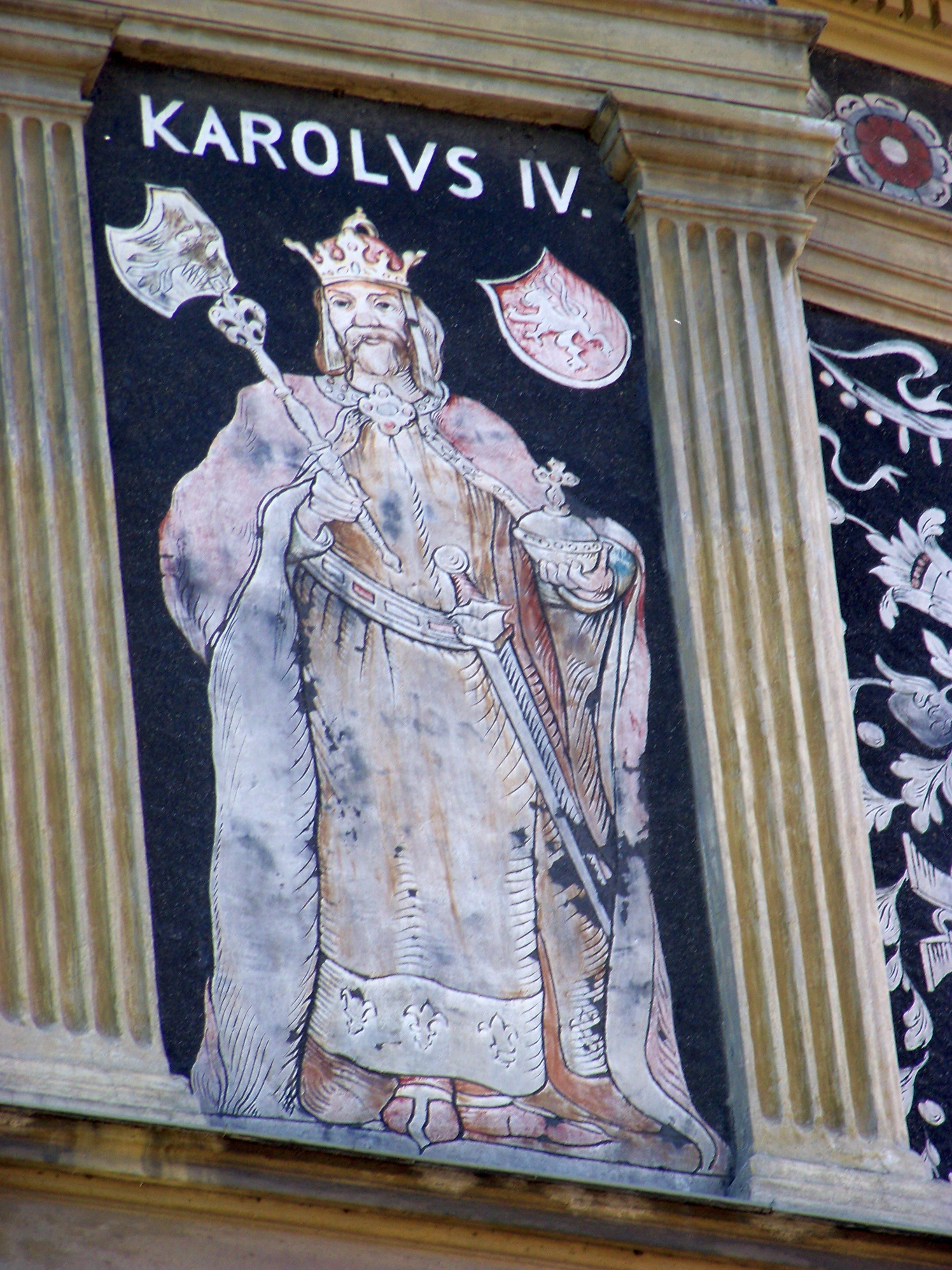
Karel IV.
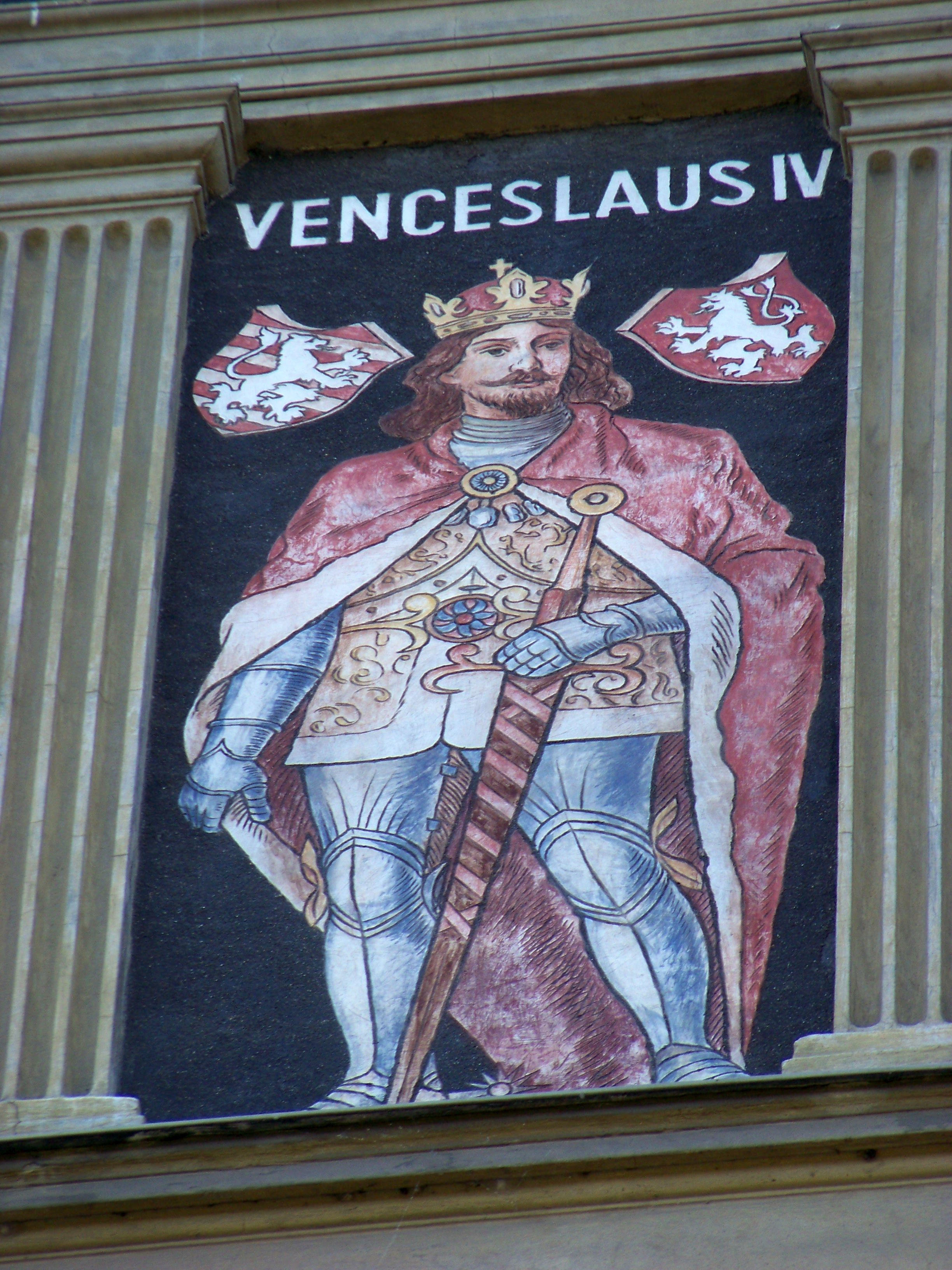
Václav IV.